# Kiran Bedi
Kiran Bedi (panyabí:ਕਿਰਣ ਬੇਦੀ) nacida el 9 de junio de 1949) es una activista social india y una oficial del Servicio de Policía indio (IPS) retirada. Fue la primera mujer india de la historia en graduarse como policía en 1972, y años después asumió el cargo de directora general de la Oficina de Investigación y Desarrollo de la Policía (Bureau of Police Research and Development) del Ministerio del Interior. Se retiró voluntariamente de la IPS en diciembre de 2007. Actualmente protagoniza un programa de televisión llamado «Aap ki Kacheri Archivado el 21 de mayo de 2011 en Wayback Machine.» (en español «tu juzgado»), que se emite en el canal de televisión Star Plus. A este juzgado televisivo acuden familias indias explicando sus problemas. Kiran Bedi, que hace el papel de juez, les ofrece consejo legal y ayuda económica para solucionar la disputa. Este programa está clasificado como educativo, ya que intenta simplificar y explicar los procedimientos legales y la ley india a los televidentes.
Kiran Bedi fundó dos ONG’s en la India: Navjyoti, que se dedica a las acciones preventivas de control policial, en 1987, e India Vision Foundation Archivado el 8 de noviembre de 2009 en Wayback Machine., dedicada a programas de reforma en prisión, prevención del abuso de las drogas y cuidado de los niños, en 1994. Este año ha ganado el Bharatiya Manavata Vikas Puraskar (enlace roto disponible en Internet Archive; véase el historial, la primera versión y la última). 2011.

## Primeros años
Kiran Bedi nació en Amritsar, India. Es la segunda de las cuatro hijas de Prakash Peshawaria y Prem Peshawaria.
Acudió a la Sacred Heart Convent School (Escuela del Convento del Sagrado Corazón), en Amritsar, donde entró en el Cuerpo Nacional de Cadetes (NCC). De joven empezó a jugar a tenis, una pasión que heredó de su padre. Ganó el Junior National Lawn Tennis Championship en 1966, el Asian Lawn Tennis Championship en 1972, y el All-India Interstate Women's Lawn Tennis Championship en 1976. Además, también ganó el All-Asian Tennis Championship y el Asian Ladies Title a los 22 años.
Poco después, se graduó en lengua inglesa (1964-68) en el Government College for Women, Amritsar. Posteriormente obtuvo un máster (1968-70) en Ciencias Políticas de la Panjab University, Chandigrah, donde se graduó como primera de la clase.

## Vida personal
Kiran Bedi se enamoró de Brij Bedi y se casó con él en 1972, el año en que empezó su carrera en el Cuerpo de Policía indio (IPS). Tres años más tarde, en 1975, tuvieron a su primera hija Saina, que también está involucrada en trabajos sociales. Kiran Bedi tiene tres hermanas: Shashi, que es una artista afincada en Canadá; Reeta, que es una psicóloga clínica y escritora; y Anu, que es abogada. 

## Carrera

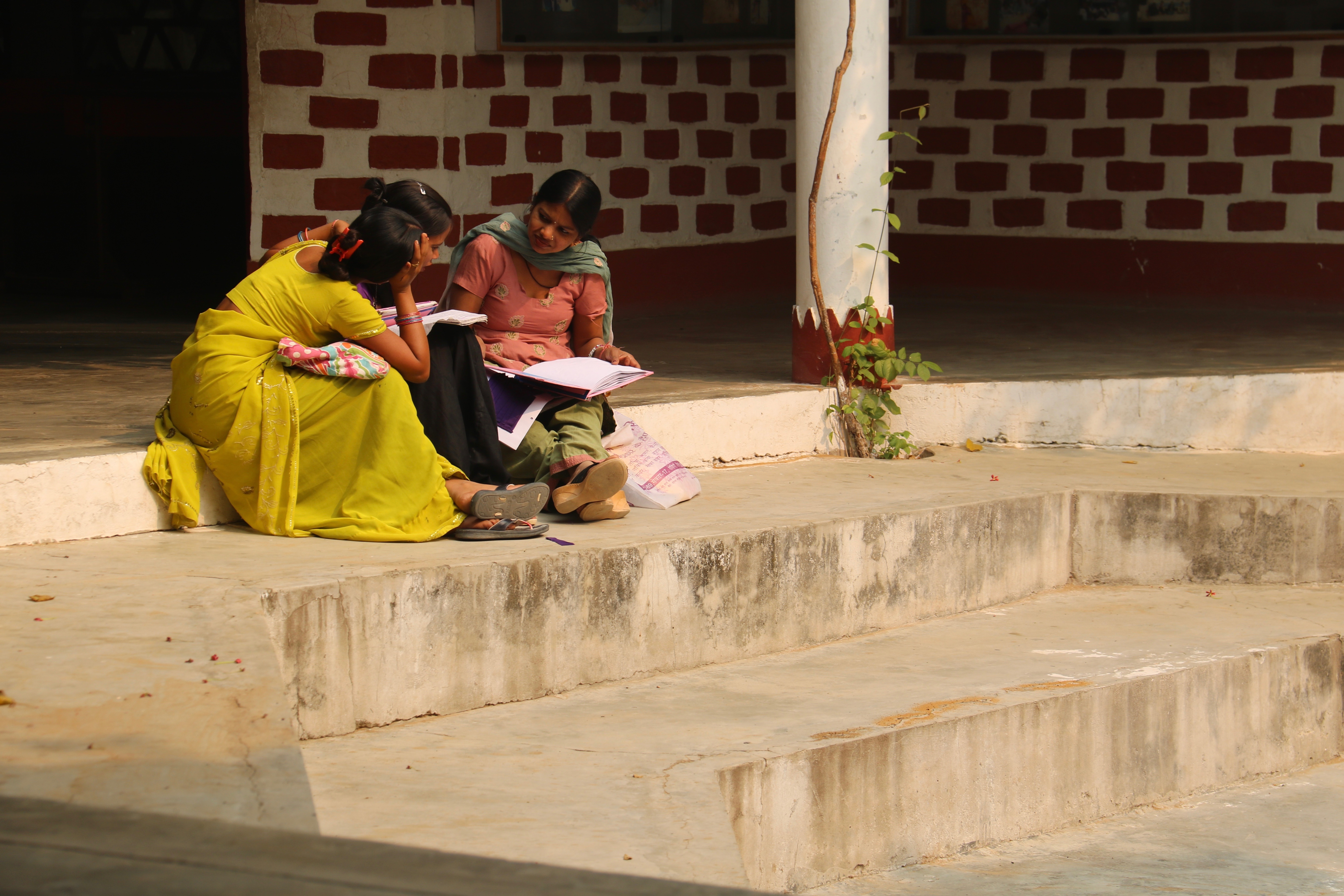
Grupo de mujeres en la Fundación Navjyoti creada por Kiran Bedi.

Mientras estaba en servicio activo en la IPS, continuó trabajando para conseguir sus metas educativas, y se graduó en Derecho en 1988, Delhi University, India. En 1993 obtuvo su doctorado en Ciencias Sociales del Departamento de Ciencias Sociales del Indian Institue of Technology, New Delhi, con una tesis centrada en el «Abuso de las drogas y la violencia doméstica».
Ejerció como profesora de Ciencias Políticas (1970-1972) en el Khalsa Osman College for Women, en Amritsar. En julio de 1972, se convirtió en la primera mujer de la historia que entraba a formar parte del Servicio de Policía Indio. Bedi ingresó en el cuerpo de policía «a causa de su afán de ser relevante».
Popularmente se la conoce como Crane Bedi (en español: Grúa Bedi) por haber multado el coche de la primera ministra Indira Gandhi. Como policía llevó a cabo responsabilidades que fueron desde los puestos de tráfico de Nueva Delhi, a Vicaria Inspectora General de Policía en los movimientos de insurgencia de Mizorán, Consejera del Gobernador de Chandigarh, directora general de la Oficina del Control de Narcóticos, y delegada de las Naciones Unidas, donde se convirtió en Consejera de Policía Civil en las operaciones para el mantenimiento de la paz de las Naciones Unidas. Por su trabajo en las Naciones Unidas obtuvo la distinción de la Medalla de las Naciones Unidas.
Kiran Bedi influyó en muchas decisiones del Cuerpo de  Policía indio, especialmente en las áreas de control de narcóticos, dirección del tráfico, y la seguridad de personas importantes. En su tarea como Inspectora General de Prisiones, en la cárcel de Tihar, Delhi (1993–1995), llevó a cabo una serie de reformas en la dirección del centro penitenciario, e inició una serie de medidas como la introducción de programas de desintoxicación, yoga, meditación vipassana, oficina de quejas de los reclusos y programas literarios. Todo este trabajo le hizo valedora del Premio Ramón Magsaysay, y la Jawaharlal Nehru Fellowship, con el cual escribió sobre su trabajo en la prisión de Tihar.
Finalmente le fue asignado el puesto de directora general de la Oficina de Investigación y Desarrollo de la Policía. En mayo de 2005, le concedieron el galardón de Doctor en Leyes en reconocimiento de su «acercamiento humanitario a las reformas de prisión y de la policía».
El 27 de noviembre de 2007 expresó su deseo de retirarse voluntariamente del cuerpo de policía para emprender nuevos retos en la vida. El 25 de diciembre de 2007, el Gobierno de la India accedió a liberar a Kiran Bedi de sus responsabilidades como directora general de la Oficina de Investigación y Desarrollo de la Policía. 
«Yes Madam, Sir», un film que se basa en la vida de Kiran Bedi, y que fue dirigido por la directora australiana Megan Doneman, ha sido galardonado con muchos premios internacionales, y estuvo en la selección oficial del Toronto International Film Festival. 
Después de retirarse, Kiran Bedi creó el 3 de enero de 2007 una nueva página web: www.saferindia.com. El motto de esta web es ayudar a la gente cuyas quejas no son aceptadas por la policía local. Este proyecto lo lleva a cabo la organización sin ánimo de lucro, no gubernamental y de voluntarios que ella misma fundó: India Vision Foundation.

## Premios destacados
| Año del premio o galardón | Nombre                                            | Institución                                                           |
| ------------------------- | ------------------------------------------------- | --------------------------------------------------------------------- |
| 2011                      | Bharatiya Manavata Vikas Puraskar                 | Indian Institute of Planning and Development                          |
| 2010                      | Star Parivar Award                                | Star Plus channel                                                     |
| 2005                      | Mother Teresa Memorial National Award             | Indian Development Foundation (IDF)                                   |
| 2002                      | Woman of the Year Award                           | Blue Drop Group Management, Cultural and Artistic Association, Italy. |
| 1999                      | Pride of India Award                              | American Federation of Muslims of Indian Origin (AFMI)                |
| 1997                      | Fourth Joseph Beuys Award                         | Alemania                                                              |
| 1995                      | Lion of the Year                                  |                                                                       |
| 1995                      | Father Machismo Humanitarian Award                | Don Bosco Shrine Office, Bombay-India                                 |
| 1995                      | Mahila Shiromani Award                            |                                                                       |
| 1994                      | Premio Ramón Magsaysay                            | Fundación Ramón Magsaysay                                             |
| 1991                      | Asia Region Award for Drug Prevention and Control | International Organisation of Good Templars (IOGT), Norway            |
| 1981                      | Women of the Year Award                           | National Solidarity Weekly, India                                     |
| 1979                      | President’s Gallantry Award                       | Presidencia de la India                                               |